# Campionati cechi di ski cross 2014
I Campionati cechi di ski cross 2014 si sono svolti a Klinovec il 29 marzo. Il programma ha incluso solamente la gara maschile. 
Trattandosi di competizioni valide anche ai fini del punteggio FIS, vi hanno partecipato anche sciatori di altre federazioni, senza che questo consentisse loro di concorrere al titolo nazionale ceco.

## Risultati

### Uomini
| Pos. | Atleta            | Nazione     |
| ---- | ----------------- | ----------- |
| 1    | Thomas Kraus      | Rep. Ceca   |
| 2    | Jiri Cech         | Rep. Ceca   |
| 3    | Tyler Wallasch    | Stati Uniti |
| 4    | Mateusz Harbat    | Polonia     |
| 5    | Koppany Pap       | Ungheria    |
| 6    | Nicolo Monteforte | Stati Uniti |
| 7    | Martin Pisa       | Rep. Ceca   |